# Somló Tamás (zenész)
Somló Iván Tamás (Budapest, 1947. november 17. – Budapest, 2016. július 19.) magyar énekes, basszusgitáros, szaxofonos, dalszerző, artista és jogász. A Locomotiv GT énekese, számos sikeres dal szerzője.

## Pályafutása

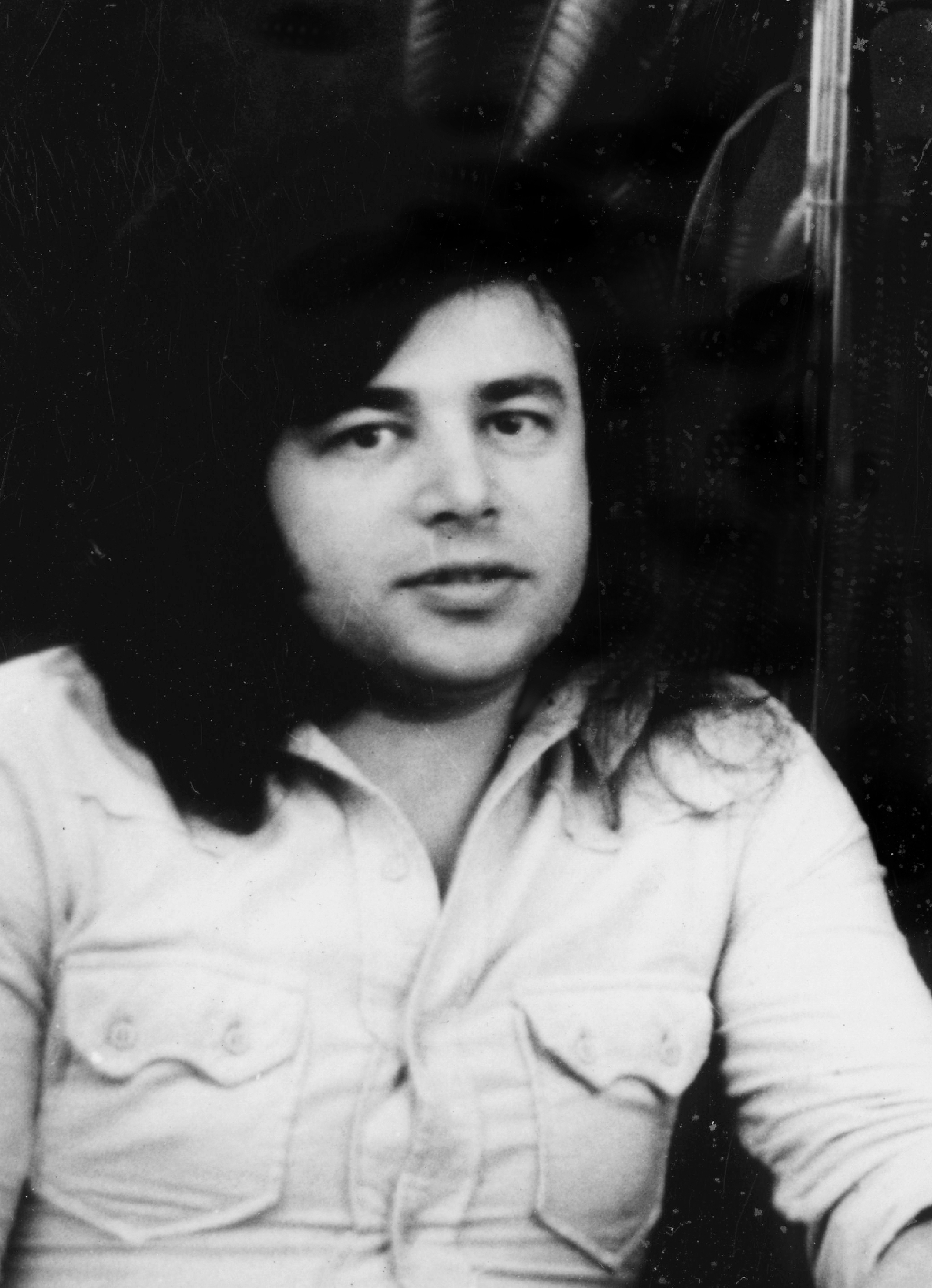
Somló Tamás (1971)

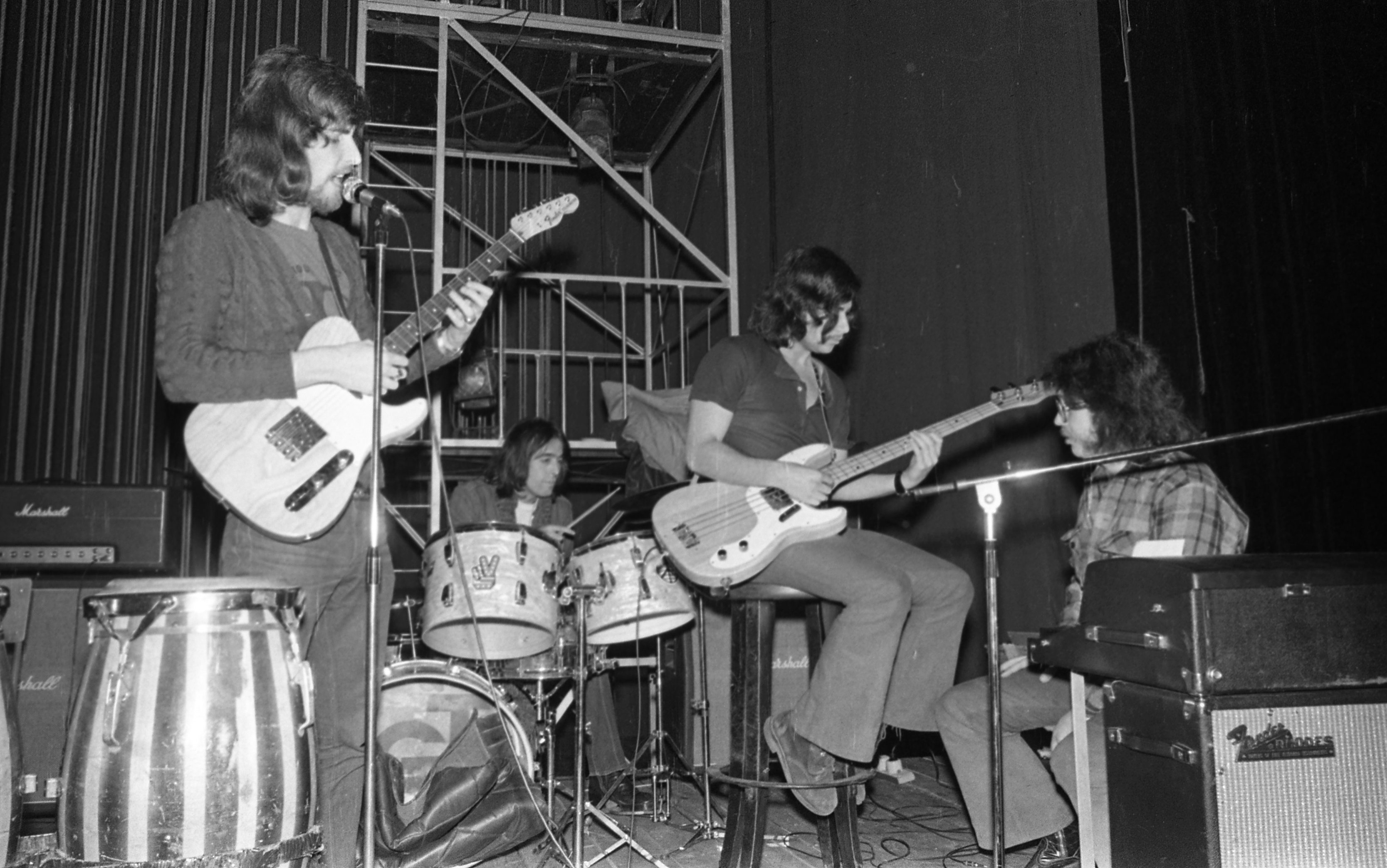
Vígszínház, a Képzelt riport egy amerikai popfesztiválról című musical előadásának zenekara: Barta Tamás, Laux József, Somló Tamás, Presser Gábor (1973)

Saját elmondása szerint „erdélyi félzsidó családból származott”.
A fölcseperedésem fontos tényezője volt a zsidóság. Ahogy kiléptem a Baross utca-Nagykörút sarkán az utcára, teljesen más világba csöppentem, mint ami a házon belül volt. Időnként lezsidóztak és mentek a jó kis népi rigmusok. Nem volt jellemző az antiszemitizmus, de néha előjött. A velem együtt játszó gyerekek otthon ezt hallották és továbbadták. Ez része volt a proletárkultúrának.
A józsefvárosi Práter utcai Általános Iskola zenetagozatára íratták be, ahol hegedülni tanult. Ezután az Állami Balettintézet Gimnáziumába járt, ahol szaxofonon és fúvós hangszereken játszott, majd zongorázni és basszusgitározni kezdett. Itt ismerkedett meg Charlie-val.
Később Heinemann Sándornak, a Royal Orfeum tulajdonosának javaslatára átkerült az Állami Artistaképzőbe, ahol zsonglőr, akrobatika, tánc, balett, pantomim és karate volt a tananyag. Zenebohócként körbeutazta a világot Öt Luxor nevű csoportjával.
Zenészként elsősorban a Locomotiv GT énekeseként, basszusgitárosaként, szaxofonosaként ismert, ahova Frenreisz Károly távozása után került be. Korábban az Omega-, a Kex az Atlas-, és a Non-Stop- együttes tagja volt. Az Omegában szaxofonosként Harmat Lászlót váltotta, bátyja Somló György ajánlására, aki Laux József évfolyamtársa volt.
Miután az LGT nem turnézott, 1986-tól Dániában zenélt. 1992-ben hazatérését követően sikeres szólókarrierbe kezdett.
Hat szólólemeze jelent meg, melyeken a legismertebb daloknak ő a szerzője: Álomarcú lány; Ülök a járdán; Valamit mindig valamiért; Boogie a zongorán; Primadonna; Nagyon kell, hogy szeress; Annyi mindent nem szerettem még.
2004-ben diplomát szerzett az ELTE Állam- és Jogtudományi Karán.
2012-ben a The Voice – Magyarország hangja című tehetségkutató műsor egyik zsűritagja volt.

## Halála, emlékezete
2016. július 19-én, türelemmel viselt hosszú, súlyos betegség következtében halt meg Budapesten.
2016. július 20-án este 6-tól a Tabánban tiszteletére zenésztársai emlékkoncertet rendeztek.
2016. július 21-én kísérték utolsó földi útjára a budapesti Kozma utcai izraelita temetőben. A temetésén megjelent többek között Bródy János, Karácsony János, Presser Gábor, Laux József, Charlie, Demjén Ferenc, Zalatnay Sarolta, Balázs Fecó, Solti János, Székhelyi József, Gerendás Péter, Pajor Tamás, Király Viktor, Benkő László, Tóth Vera, Bornai Tibor, Márton András, Jávori Ferenc, Závodi János, Mihály Tamás, Dés László, Gallai Péter.
2016. szeptember 4-én Karácsony János, Presser Gábor és Solti János hivatalosan bejelentették, hogy egykori társuk nélkül az LGT nem lép fel többet.

### Zenekarai
- Omega (1964–1967)
- Kex (1969–1971)
- Non-Stop
- Locomotiv GT (1973–2016)

### Lemezek, melyeken közreműködött
- Omega: kislemezek
- KEX:
- Non Stop: Üvegcserepek
- Animal cannibals

### Szólólemezek
- Som-ló (1992)
- Semmi cirqsz (1997)
- 50mló koncert (1998)
- Zenecsomag (2000)
- Best Of (2003)
- Egy adag somlói (2007)

Az Elvarázsolt Edda-dalok című Edda-album Álom című dalát ő énekelte.

### Szólistáknak írt dalok[13]
| Előadó             | Év   | Dal                      | Szövegíró          | Album                         |
| ------------------ | ---- | ------------------------ | ------------------ | ----------------------------- |
| Kovács Kati        | 1974 | Maradj még               | Adamis Anna        | Kovács Kati és a Locomotiv GT |
| Kovács Kati        | 1974 | Az eső és én             | Adamis Anna        | Kovács Kati és a Locomotiv GT |
| Kovács Kati        | 1976 | Kék farmer               | Laux József        | Közel a Naphoz                |
| Kovács Kati        | 1976 | Taníts meg élni          | Adamis Anna        | Közel a Naphoz                |
| Kovács Kati        | 1976 | Segíts túl az éjszakán   | Adamis Anna        | Közel a Naphoz                |
| Kovács Kati        | 1976 | El ne hagyd magad        | Adamis Anna        | Közel a Naphoz                |
| Sztevanovity Zorán | 1977 | Név nélkül               | Sztevanovity Dusán | Zorán                         |
| Sztevanovity Zorán | 1978 | Szabadon jó              | Sztevanovity Dusán | Zorán II                      |
| Sztevanovity Zorán | 1979 | Éjfél után               | Sztevanovity Dusán | Zorán III                     |
| Sztevanovity Zorán | 1982 | Nálad                    | Sztevanovity Dusán | Tizenegy dal                  |
| Zalatnay Sarolta   | 1978 | Cini és a Tinik          | Gáti Iván          | Minden szó egy dal            |
| Zalatnay Sarolta   | 1978 | Én egy őrült lány vagyok | Gáti Iván          | Minden szó egy dal            |
| Zalatnay Sarolta   | 1978 | Egy nap                  | Gáti Iván          | Minden szó egy dal            |
| Zalatnay Sarolta   | 1978 | Ez is karnevál           | Sztevanovity Dusán | Minden szó egy dal            |
| Zalatnay Sarolta   | 1978 | Minden szó egy dal       | Sztevanovity Dusán | Minden szó egy dal            |
| Zalatnay Sarolta   | 1978 | Kíváncsiak lennénk       | Demjén Ferenc      | Minden szó egy dal            |
| Szűcs Judith       | 1981 | Nagy idő                 | Ráti Ágnes         | Ilyen ma egy lány             |
| Katona Klári       | 1981 | Gömbölyű dal             | Sztevanovity Dusán | Titkaim                       |
| Hacki Tamás        | 1983 | Ragtime                  |                    | Különkiadás                   |
| Hacki Tamás        | 1983 | Autórádió                |                    | Különkiadás                   |
| Hacki Tamás        | 1983 | A körúton                | Gáti István        | Különkiadás                   |

### Filmek
- Boogie (1978)
- Moziklip (1987)
- Patika (1995)
- Zsiguli (2004)
- A korral jár (2009–2011)

## Duettek
- Péntek – Animal Cannibalssal
- Álomarcú lány – Demjén Ferenccel
- Együtt érkezünk, együtt távozunk – Demjén Ferenccel, Katona Klárival, Mester Tamással
- Vallomás – Horváth Charlieval
- Boldog dal – Katona Klárival
- Vándorcirkusz – Koncz Zsuzsával
- El ne hagyd magad – Kovács Katival
- Tíz év az úton – Kovács Katival
- Nem adom fel – Rapülőkkel
- Érkezés, létezés, távozás – Sárosi Katalinnal
- Vetkőzés – Udvaros Dorottyával
- Annyi mindent nem szerettem még – Zalatnay Saroltával
- Ezek a Fiatalok – Fish! zenekarral

## Díjai, elismerései
- A Magyar Köztársasági Érdemrend lovagkeresztje (2004)
- Story Ötcsillag-díj (megosztva az LGT tagjaival) – Az év zenei produkciója (2014)
- Emberi Hang díj (2020) /posztumusz/[14]

## Emlékezete
- 2022. május 31-én köztéri szobrot avattak róla Szigetváron, ahol sokszor fellépett a helyi zeneiskola jótékonysági rendezvényein. Ezenkívül a környező teret is róla nevezték el. A szoboravatáson részt vettek pályatársai is: Demjén Ferenc, Horváth Charlie, Frenreisz Károly és Hegedűs D. Géza.[15]